# Set Fire to the Rain
Set Fire to the Rain è un singolo della cantautrice britannica Adele, pubblicato l'8 aprile 2011 come terzo estratto dal secondo album in studio 21. 
Il brano è stato prodotto da Fraser T. Smith, che ne è anche autore insieme alla stessa Adele, ed ha raggiunto la prima posizione nei Paesi Bassi ed in Belgio, nella classifica relativa alle Fiandre., diventando un tormentone estivo nel corso del 2011. Secondo la rivista Billboard, il brano ha venduto 2 534 000 copie negli Stati Uniti d'America durante i primi sei mesi del 2012. La versione dal vivo di Set Fire to the Rain ha vinto nel febbraio 2013 il Grammy Award come miglior interpretazione pop solista.

## Descrizione
Come la maggior parte delle tracce contenute in 21, Set Fire to the Rain ha come tematica la fine di una relazione d'amore, la quale però non si riesce a superare e che probabilmente la si riprenderà da più grandi perché magari è una storia d'amore vero che non può finire.
Musicalmente, il brano è considerato il più pop dell'album ed è stato definito da John Murphy di MusicOMH come una power ballad. Alcuni critici musicali hanno inoltre definito la canzone con l'espressione «sovra-prodotta», e lo stesso John Murphy ha affermato che si tratta del brano più debole dell'album, scrivendo: «è una canzone decente, ma Adele da sempre rende al meglio nei brani caratterizzati solo dalla presenza del piano e della sua voce».

## Tracce
Download digitale
1. Set Fire to the Rain – 4:02 (Adele Adkins, Fraser T. Smith)

EP digitale
1. Set Fire to the Rain – 5:50 – Thomas Gold Remix
2. Set Fire to the Rain – 5:21 – Thomas Gold Dub
3. Set Fire to the Rain – 5:21 – Moto Blanco Remix
4. Set Fire to the Rain – 3:35 – Moto Blanco Edit

Durata totale: 20:07

## Pubblicazione
Il brano è stato trasmesso per la prima volta nel Regno Unito a gennaio 2011, una settimana prima dell'uscita di 21. La canzone è stata pubblicata in Regno Unito ed Irlanda il 4 luglio 2011 come terzo estratto dall'album, dopo i brani Rolling in the Deep e Someone like You.
In altri Paesi europei, inclusi Italia, Paesi Bassi e Austria, il brano è stato scelto invece come secondo singolo da 21. In particolare, in Italia il brano è entrato in rotazione radiofonica a partire dall'8 aprile 2011. Prima ancora della sua pubblicazione ufficiale come singolo, il brano ha raggiunto in Germania il sesto posto nella classifica ufficiale dei singoli più venduti, ottenendo così il miglior piazzamento nella storia delle classifiche tedesche per un brano non pubblicato come singolo.
La prima esibizione dal vivo del brano è avvenuta il 24 gennaio 2011 durante un concerto tenuto dalla cantante presso il Tabernacle di Londra.

## Classifiche

### Classifiche settimanali
| Classifica (2011-23) | Posizione massima |
| -------------------- | ----------------- |
| Arabia Saudita       | 20                |
| Australia            | 11                |
| Austria              | 5                 |
| Belgio (Fiandre)     | 1                 |
| Belgio (Vallonia)    | 1                 |
| Canada               | 2                 |
| Danimarca            | 5                 |
| Finlandia            | 2                 |
| Francia              | 9                 |
| Grecia               | 50                |
| Irlanda              | 6                 |
| Israele              | 75                |
| Italia               | 3                 |
| Germania             | 6                 |
| Medio Oriente        | 17                |
| Norvegia             | 4                 |
| Nuova Zelanda        | 8                 |
| Paesi Bassi          | 1                 |
| Panama               | 156               |
| Portogallo           | 110               |
| Regno Unito          | 11                |
| Repubblica Ceca      | 1                 |
| Slovacchia           | 1                 |
| Spagna               | 27                |
| Stati Uniti          | 1                 |
| Sudafrica            | 98                |
| Svezia               | 13                |
| Svizzera             | 4                 |
| Ungheria             | 9                 |

### Classifiche di fine anno
| Classifica (2011) | Posizione |
| ----------------- | --------- |
| Australia         | 49        |
| Austria           | 25        |
| Belgio (Fiandre)  | 3         |
| Belgio (Vallonia) | 8         |
| Danimarca         | 14        |
| Germania          | 37        |
| Irlanda           | 19        |
| Italia            | 12        |
| Paesi Bassi       | 8         |
| Svezia            | 68        |
| Svizzera          | 10        |
| Ungheria          | 51        |
| Classifica (2012) | Posizione |
| Belgio (Fiandre)  | 72        |
| Belgio (Vallonia) | 68        |
| Canada            | 12        |
| Francia           | 44        |
| Spagna            | 42        |
| Stati Uniti       | 12        |
| Ungheria          | 76        |
| Classifica (2023) | Posizione |
| Paesi Bassi       | 86        |
| Portogallo        | 193       |